# Enlace de Brunn

O componente de ligação é um enlace de Brunn.

Na teoria do nó, um ramo da topologia, um enlace de Brunn é um vínculo não trivial que se toma a um conjunto de círculos triviais desvinculados se algum dos componentes for removido. Em outras palavras, cortar qualquer enlace liberta todos os outros enlaces (de modo que nenhum dois enlaces pode ser diretamente vinculado).

Seis componente do enlace de Brunn.

## Exemplos

A Borremean aneis são os mais simples enlaces de Brunn.

O mais conhecido e o mais simples possível Enlace de Brunn é o Enlace Borromeano o qual é um vínculo de três nós desatados. Entretanto, para cada número de três ou acima, há um número infinito de elos com o enlace de Brunn e propriedades que contém o número de ciclos. Aqui estão alguns de três componentes do enlace de Brunn simples que não são o mesmo que os anéis de Borremean:[carece de fontes?]

12-cruzamento de enlace.
18-cruzamento de enlace.
24-cruzamento de enlace.

Um exemplo de um n-componente do enlace de Brunn é dado pelo "Rubberband" Brunnian Links, onde cada componente está em volta do próximo componente, com o última enlace em torno do primeiro, formando um círculo.[carece de fontes?]